# Archeozoologia

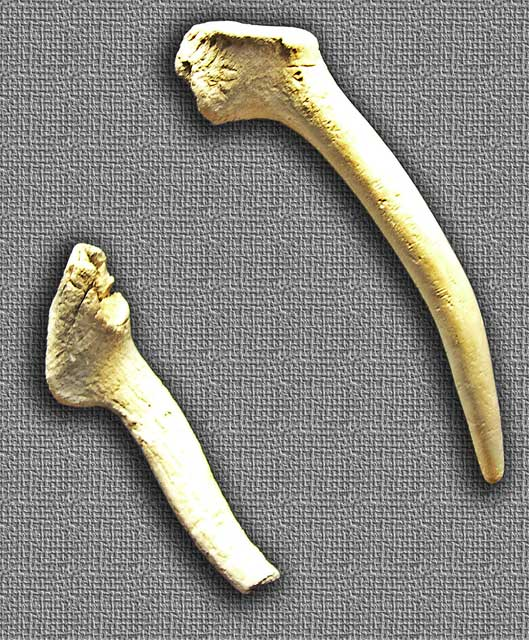
Fragmenty rogu z wykopalisk archeologicznych w zbiorach Museo Arqeuológico de Valladolid

Archeozoologia – dziedzina nauki z pogranicza humanistyki i zoologii. Jest pomocniczą dziedziną archeologii zajmującą się badaniem szczątków zwierzęcych odkrytych w czasie wykopalisk. Dostarcza wiedzy m.in. na temat pochodzenia zwierząt domowych oraz procesu domestykacji, czyli początków procesu oswajania dzikich zwierząt, ich udomowienia i hodowli. Jest też źródłem wiedzy o eksploatacji środowiska naturalnego przez człowieka.
W ramach archeozoologii istnieje kilka gałęzi badawczych:
- archeoichtiologia, która bada szczątki ryb;
- paleopatologia badająca zmiany chorobowe na kościach zwierząt;
- tafonomia zajmująca się, między innymi, badaniem i określaniem śladów na kościach zwierząt;
- specjalizacje zajmujące się szczątkami ptaków oraz kośćmi jako surowcem służącym do wytwarzania przedmiotów codziennego użytku (szydła, guziki, grzebyki).